# Vudù (gioco)
Vudù è un gioco da tavolo ideato da Francesco Giovo e Marco Valtriani e pubblicato da Red Glove nel 2014.
Il gioco è un party game che consiste nel lancio di "maledizioni" contro gli avversari al fine di raggiungere la vittoria ottenendo un totale di 11 punti.
Il divertimento del gioco è insito nell'ilarità scaturita dalla ridicolaggine dovuta alle maledizioni: queste sono degli impedimenti fisici e/o verbali che il giocatore di turno impone ad un avversario, ma poiché è possibile avere su di sé più maledizioni alla volta, si verificano spesso situazioni in cui un giocatore si trovi in evidente difficoltà nel rispettare tutti i limiti che gli sono stati mossi contro (come ad esempio il dover grattarsi la testa tenendo le braccia incrociate e al contempo mantenendo i gomiti a contatto tra loro). Quando un giocatore non vuole o non riesce più a sottostare ad una o più costrizioni, chi ha scagliato la relativa maledizione guadagna punti aggiuntivi. Il gioco presenta 4 espansioni, utili per arricchire il gioco base: Ninja vs Pigmei, Mostri vs Alieni, Zombi vs Barbari, Double Trouble.